# Ludwig Steinberg
Ludwig Steinberg (* 10. Januar 1884 in Dorstfeld (Stadt Dortmund); † 1. Oktober 1939 in Frankfurt am Main) war Polizeipräsident in Frankfurt am Main.

## Leben
Steinberg war der Sohn von Heinrich Friedrich Steinberg und dessen Ehefrau Anna Wilhelmine Henriette geborene Meier. Am 24. Oktober 1908 heiratete er in Wannsee Dorothea Friederike Wienecke.
Nach dem Schulabschluss absolvierte Ludwig Steinberg eine Ausbildung zum Gärtner und war von 1911 an als Kassierer beim Allgemeinen Deutschen Gärtnerverband in Berlin beschäftigt. Diese Tätigkeit übte er bis 1918 aus, als er zum Verband der Gemeinde- und Staatsarbeiter wechselte.
Im Anschluss war er zunächst als Hilfsarbeiter beim Polizeipräsidium Berlin beschäftigt, wo er 1927 Regierungsrat und Leiter der Politischen Abteilung wurde. Im Jahr darauf wurde er mit der Verwaltung der Stelle des Polizeipräsidenten in Altona beauftragt wurde.
Am 11. März 1929 folgte die Versetzung zum Polizeipräsidium Frankfurt am Main. Er löste Josef Zimmermann im Amt als Polizeipräsident ab.
Nach der Machtergreifung wurde er von den Nationalsozialisten am 31. Januar 1933 abgesetzt und am 15. Februar 1933 in den einstweiligen Ruhestand versetzt. Später aus dem Staatsdienst entlassen, wurde er 1939 in „Schutzhaft“ genommen, in der er am 1. Oktober 1939 verstarb.
Sein Nachfolger wurde der General a. D. und SA-Sturmbannführer Reinhard von Westrem zum Gutacker.